# El Potrero, Mezquital
El Potrero är en ort i Mexiko.   Den ligger i kommunen Mezquital och delstaten Durango, i den centrala delen av landet, 700 km nordväst om huvudstaden Mexico City. El Potrero ligger 644 meter över havet och antalet invånare är 242.
Terrängen runt El Potrero är kuperad västerut, men österut är den bergig. El Potrero ligger nere i en dal. Runt El Potrero är det mycket glesbefolkat, med 3 invånare per kvadratkilometer. Närmaste större samhälle är Huazamota, 7,2 km söder om El Potrero. I omgivningarna runt El Potrero växer huvudsakligen savannskog.